# Паніна Анастасія Володимирівна
Анастасія Володимирівна Паніна (рос. Анастасия Владимировна Панина; нар.. 15 січня 1983, Північно-Задонськ, Тульська область, Російська РФСР, СРСР) — російська акторка театру і кіно, телеведуча. Підтримує путінський режим та  війну Росії проти України.

## Біографія
Анастасія Паніна народилася 15 січня 1983 року в місті Північно-Задонську Тульської області. Ім'я отримала на честь улюбленої пісні батька у виконанні Юрія Антонова і рок-групи «Аракс» — «Анастасия» (на музику Юрія Антонова і слова Леоніда Фадєєва). Батько — Володимир Миколайович Панін, родом з Північно-Задонська. Мати — Валентина Леонідівна Бодаєва, родом з Барнаула. Батьки познайомилися під час роботи на риболовецькій плавбазі «Суздаль» на Далекому Сході. Одружившись, перебралися до Північно-Задонська, де батько працював шахтарем (після отримання важкої травми ноги був переведений на менш складну ділянку), а мати працювала на птахофабриці. У Анастасії є старша сестра Ольга (нар. 1975).
З дитинства Анастасія відвідувала Спортивно-оздоровчий центр «Супутник», де займалася художньою гімнастикою до тринадцятирічного віку. Є кандидатом в майстри спорту з художньої гімнастики.
У 2000 році закінчила середню загальноосвітню школу № 5 у Північно-Задонську (класний керівник — Світлана Олексіївна Федосєєва).
Після закінчення середньої школи разом з матір'ю і сестрою (батьки тоді вже розлучилися) поїхала в Москву, де готувалася вступати на факультет психології МПДУ, підсвідомо розуміючи, що цей шлях не для неї.
В акторську професію потрапила випадково. Її друзі, побачивши оголошення в газеті про проведення відбору акторів для історичного телесеріалу «Бідна Настя» (2003—2004), запропонували їй взяти в ньому участь. В результаті тривалого відбору з кількох тисяч молодих претендентів Анастасія була прийнята на акторські курси Олександра Завеновича Акопова і кінокомпанії «Амедіа», спеціально створені для цього телепроєкту. Викладачами на курсах були педагоги зі Школи-студії МХАТ. Навчання велося за стандартною програмою театрального ЗВО: майстерність актора, сценічна мова, хореографія, сценічний рух, етикет. Паралельно з навчанням на акторських курсах Анастасія проходила проби до проєкту «Бідна Настя» і була затверджена на роль однієї з сестер Долгоруких. Зйомки серіалу повинні були початися у вересні 2003 року. Але на той час Анастасія, пройшовши конкурс з чотириста п'ятдесяти чоловік на місце, вже була зарахована на акторський факультет Школи-студії МХАТ і зіткнулася з першим серйозним вибором в професії — зніматися в кіно або навчатися в театральному ЗВО. Вона вибрала другий шлях.
У 2003 році вступила, а в 2007 році з червоним дипломом закінчила акторський факультет Школи-студії (інституту) імені Вол. І. Немировича-Данченка при Московському Художньому академічному театрі імені А. П. Чехова (керівники курсу — Дмитро Бруснікін та Роман Козак). Протягом усього періоду навчання була задіяна в репертуарі Московського драматичного театру імені О. С. Пушкіна: спочатку грала в масовках, а наприкінці четвертого курсу за пропозицією Романа Козака почала репетиції своєї першої ролі на великій сцені у виставі «Кулі над Бродвеєм» в постановці Євгена Писарєва, після чого остаточно влилася до складу трупи. Після закінчення Школи-студії МХАТ отримала премію імені Івана Москвіна — Тарханова як найкраща студентка по руховим дисциплінам.
У 2007 році була прийнята до трупи Московського драматичного театру імені О. С. Пушкіна, в якій служить по теперішній час.
З 2006 року знімається в кіно.
З 6 вересня 2014 по суботах веде телевізійну передачу «Мама на 5+» на російському каналі для дітей «Disney».

### Громадська діяльність
Підтримала вторгнення Росії в Україну.

### Особисте життя
- Чоловік — Володимир Євгенович Жеребцов (нар.. 7 грудня 1983, Москва), актор, випускник 2005 року Вищого театрального училища імені М. С. Щепкіна в Москві (курс Володимира Бейліса та Віталія Іванова), з 2005 року служить в трупі Московського драматичного театру імені О. С. Пушкіна. Анастасія та Володимир познайомилися в 2003 році, під час роботи в цьому театрі у виставі «Ромео і Джульєтта», де Володимир грав Ромео. Одружені з 2009 року[2][3][7].
  - Дочка — Олександра (нар.. 28 червня 2010)[2][3].

## Творчість

### Ролі в театрі

#### Навчальний театр Школи-студії МХАТ (2003—2007)
- «Мандат», дипломний спектакль за однойменною п'єсою Миколи Ердмана — Настя, кухарка в родині Гулячкіних[2]
- «Кармен. Етюди» —
- «Адам і Єва» — Дженні

#### Московський драматичний театр імені О. С. Пушкіна(2007— дотепер)
У Московському драматичному театрі імені О. С. Пушкіна Анастасія Паніна служить з 2007 року по теперішній час і в різні роки грала в наступних спектаклях:
- 2007 — «Кулі над Бродвеєм» за сценарієм американського однойменного фільму 1994 року Вуді Аллена (режисер — Євген Писарєв; прем'єра — 29 вересня 2007 року) — Еллен[2]
- 2007 — «Минулого літа в Чулимську» за однойменною п'єсою Олександра Вампілова (режисер — Ігор Бочкін; прем'єра — 23 лютого 2006 року) — Валентина Федорівна Помигалова
- 2008 — «Смішні Же Ме» за п'єсою «Смішні жеманніци» Мольєра (режисер — Олена Новикова; прем'єра — 26 січня 2008 року) — Като, жеманніца, племінниця Горжибюса
- 2008 — «Offic» за п'єсою «Бесхребетність» німецького драматурга Інгрид Лаузунд у перекладі Анастасії Риш-Тимашевої (режисер — Роман Козак; прем'єра — 2 березня 2008 року) — Крістенсен / Шмітт[8]
- 2008 — «Прекрасне життя» за оповіданнями Євгена Попова (режисер — Марина Бруснікіна; прем'єра — 23 жовтня 2008 року) — * 2008 — «Дамський кравець» за однойменною п'єсою Жоржа Фейдо в перекладі Ірини М'ягкової (режисер — Олександр Огарьов; прем'єра — 12 грудня 2008 року) — Сюзанна[9]
- 2009 — «Лист щастя» за п'єсою «Фернандо Крапп написав мені листа» німецького драматурга Танкреда Дорста (режисер — Дж. Дж. Джілінджер; прем'єра — 6 березня 2009 року) — Юлія
- 2010 — «Турандот» за однойменною п'єсою Карло Ґоцці (режисер — Костянтин Богомолов; прем'єра — 8 жовтня 2010 року) — Адельма
- 2012 — «Велика магія» за однойменною п'єсою італійського драматурга Едуардо Де Філіппо в перекладі Сергія Михалкова (режисер — Євген Писарєв; прем'єра — 4 лютого 2012 року) — Марта ді Спелта[10]
- 2012 — «Материнское поле» за однойменною повістю Чингіза Айтматова (режисер-хореограф — Сергій Землянський; прем'єра — 9 жовтня 2012 року) — Невістка[11]
- 2013 — «Річард — Річард» за п'єсою «Річард III» англійського драматурга Вільяма Шекспіра в перекладі Михайла Донського (режисер — Борис Дьяченко; прем'єра — 24 лютого 2013 року) — Річард[12]
- 2013 — «Дама з камеліями» за однойменним романом французького драматурга Александра Дюма (сина) (режисер-хореограф — Сергій Землянський; прем'єра — 11 травня 2013 року) — Маргарита Готьє, куртизанка
- 2015 — «Жанна д'Арк» на основі п'єси «Свята Жанна» Бернарда Шоу та історичних відомостей про Жанну та її оточення (режисер-хореограф — Сергій Землянський; прем'єра — 16 жовтня 2015 року) — Жанна
- 2016 — «Будинок, який побудував Свіфт» за однойменною п'єсою Григорія Горіна (режисер — Євген Писарєв; прем'єра — 19 березня 2016 року) — Естер Джонсон
- 2019 — «Шлях перемін» за однойменним романом Річарда Йейтса (художній керівник — Євген Писарєв, режисер — Володимир Бельдіян; прем'єра — 21 травня 2019 року) — Ейпріл Віллер[13]
- 2019 — «Все про наш будинок», спектакль-концерт, присвячений історії МДТ імені О. С. Пушкіна (режисер — Євген Писарєв; прем'єра — 25 грудня 2019 року) — артистка театру

### Фільмографія
| Рік         |    | Назва                                                                            | Роль |    |
| ----------- | -- | -------------------------------------------------------------------------------- | --- | -- |
| 2006        | ф  | Остання сповідь                                                                  | Любов Шевцова, учасниця і член штабу радянської підпільної антифашистської комсомольської організації «Молода гвардія»                                   | ру |
| 2006        | с  | Щастя за рецептом                                                                | Настя, телеведуча | ру |
| 2007        | с  | Закон і порядок. Відділ оперативних розслідувань (фільм № 4 «Завершення справи») | Ірина Трушина, жертва насильства | ру |
| 2007        | ф  | Надія як свідчення життя                                                         | Надія Тимофіївна Рязанцева | ру |
| 2007        | с  | Оплачено смертю (фільм № 4 «Таємниця вільних каменярів»)                         | Кароліна Яновна Зборівська | ру |
| 2007        | тф | Прекрасна Олена                                                                  | Олена Юріївна Подгурська, прийомна дочка Юрія Шаманова                                                                                                   | ру |
| 2007        | ф  | Скалолазка і останній з сьомої колиски                                           | Олена Овчинникова («Скалолазка»), чарівна і відважна перекладачка                                                                                        | ру |
| 2007        | с  | Спецгруппа (фільм № 3 «Кашалот»)                                                 | Юлія Стогова, ветеринар | ру |
| 2007        | ф  | Навіщо ти пішов...                                                               | Єва Олександрівна Повагіна | ру |
| 2008        | тф | Білий паровоз                                                                    | Ольга | ру |
| 2008        | тф | Зустрічна смуга                                                                  | Єва Свєтлова, журналіст | ру |
| 2008        | ф  | Двоє під дощем                                                                   | Дарина | ру |
| 2008        | ф  | Наречена на замовлення                                                           | Наталія | ру |
| 2008        | с  | Фотограф (серія № 10 «Ставка на ангела»)                                         | Анна Ангеліна | ру |
| 2009        | с  | Брудна робота                                                                    | Віра, помічниця Тимофія Тарасова | ру |
| 2009        | с  | З життя капітана Черняєва (фільм № 1 «Відпустка в січні»)                        | «Марина Полякова» (Анна) | ру |
| 2009        | ф  | Крапля світла                                                                    | Валерія | ру |
| 2009        | с  | Петля                                                                            | Міла Полозова, капітан | ру |
| 2009        | с  | Сьомін                                                                           | Наталія Миколаївна Маєвська | ру |
| 2010        | с  | Доктор Тирса (серія № 14)                                                        | Даша | ру |
| 2010        | тф | Буду вірною дружиною                                                             | Ніна Антонова, співробітниця швейної фабрики | ру |
| 2011        | с  | Інкасатори                                                                       | Настя, подруга Вадима Стрельцова | ру |
| 2011        | ф  | Угода                                                                            | Дарина, тренер зі спортивних бальних танців | ру |
| 2012        | с  | Дорога на острів Пасхи                                                           | Марина Громова, помічник слідчого | ру |
| 2012        | ф  | Якби я була цариця...                                                            | Віка Істоміна | ру |
| 2012        | тф | Любов за розкладом                                                               | Світлана | ру |
| 2012        | с  | Петрович                                                                         | Ірина | ру |
| 2013        | ф  | Месник                                                                           | Надія Крушіліна, медсестра | ру |
| 2013        | с  | Операція «Ляльковод»                                                             | Марина Корольова, дружина майора ФСБ Івана Корольова | ру |
| 2013        | с  | Пасічник                                                                         | Оксана Валеріївна Воєводіна, лікар-терапевт | ру |
| 2013        | с  | Торговий центр                                                                   | Інна, колишня наречена Олега Корнєєва | ру |
| 2014        | ф  | Небо занепалих                                                                   | Тетяна | ру |
| 2014        | с  | Скасування всіх обмежень                                                         | Ніка Вакулина, журналіст | ру |
| 2014        | с  | Умільці                                                                          | Алла, секретарка бізнесмена Віктора Альбертовича («Брюнета»)                                                                                             | ру |
| 2014        | с  | Вчителі                                                                          | Катерина, вчитель фізкультури | ру |
| 2014 — 2017 | с  | Фізрук                                                                           | Тетяна Олександрівна Чернишова, вчителька російської мови та літератури, класний керівник 11 «А» класу, кохана вчителя фізкультури Олега Фоміна («Фоми») | ру |
| 2014        | с  | Інший майор Соколов                                                              | Марина Вєтрова, капітан, співробітник спеціальної групи УСБ МВС                                                                                          | ру |
| 2015        | с  | Пасічник 2                                                                       | Оксана Валеріївна Воєводіна, лікар-терапевт | ру |
| 2015        | с  | Остання електричка                                                               | Аня Рогозіна | ру |
| 2015        | ф  | Щастя - це... (новела № 5 «Останній пункт»)                                      | Світу, дружина Сергія | ру |
| 2015        | ф  | Любов в розшуку                                                                  | Анна Вострякова, слідчий, працівник поліції | ру |
| 2016        | ф  | Брехня на спасіння                                                               | Ірина Суботіна, дружина слідчого Олега Суботіна | ру |
| 2016        | с  | Вишибала                                                                         | Наталія Климцова | ру |
| 2016        | с  | Опікун                                                                           | Люська | ру |
| 2016        | ф  | Закохати і знешкодити                                                            | Анна | ру |
| 2016        | кф | Намалюй мене щасливим                                                            | учитель історії | ру |
| 2017        | с  | Майор Соколов. Гра без правил                                                    | Марина Вєтрова, капітан, співробітник спеціальної групи УСБ МВС                                                                                          | ру |
| 2017        | ф  | Дитина на мільйон                                                                | Настя Мальцева | ру |
| 2017        | с  | Лінія світла                                                                     | Лариса | ру |
| 2017 — 2019 | с  | Психологині                                                                      | Таня (Тетяна) Миколаївна Рубцова, сімейний психолог | ру |
| 2018        | ф  | Рідна кров                                                                       | Вероніка Лощинська, тренерка з плавання, колишня успішна спортсменка                                                                                     | ру |
| 2018        | с  | Обман                                                                            | Ольга Кузнєцова, суддя | ру |
| 2018        | ф  | Моє життя                                                                        | Ольга | ру |
| 2018        | с  | Весілля і розлучення                                                             | Надія Вікторівна, партнер Марка в юридичному бюро «Марк Соколовський та син»                                                                             | ру |
| 2018        | с  | Галка і Гамаюн                                                                   | Ілона Грачова, молодший лейтенант поліції | ру |
| 2019        | ф  | Гірська хвороба                                                                  | Світлана | ру |
| 2019        | ф  | Красуня і злодії                                                                 | Ася, журналіст | ру |
| 2020        | с  | Оголошено мертвим                                                                | Дарина Датська, підполковник поліції, старший слідчий, дружина і колега Вадима Датського                                                                 | ру |
| 2020        | с  | Сурогатна мати                                                                   | Ліза, дружина Максима | ру |
| 2020        | с  | Психологині на карантині                                                         | Таня (Тетяна) Миколаївна Рубцова, сімейний психолог | ру |
| 2020        | с  | Шуша                                                                             | Олександра Ігорівна Ладиніна («Шуша»), експерт - криміналістка                                                                                           | ру |

### Участь в музичних відеокліпах
- 2014 — відеокліп на композицію «Аэропорты» співака Андрія Ковальова — Анастасія Паніна зіграла роль стюардеси, у якої зав'язується роман із пілотом, роль якого виконав сам Андрій Ковальов[3] .